# Deukalion

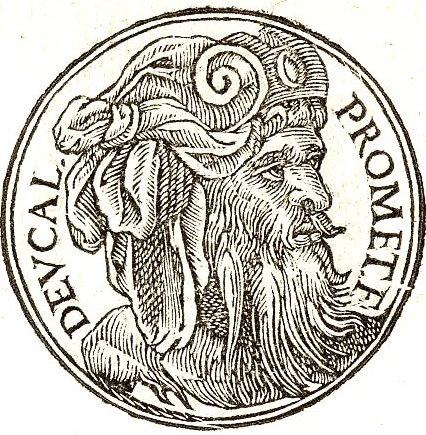
Deukalion
(Guillaume Rouillé, 1553)

Deukalion (altgriechisch Δευκαλίων Deukalíōn, lateinisch Deucalion) ist in der griechischen Mythologie der Sohn des Prometheus und der Pronoia („Vorsorge“). Er war König von Thessalien und wohnte in Kymos in der Phthiotis. Hier wurden auch seine Frau Pyrrha und sein Sohn Hellen begraben. Deukalion baute den ersten Tempel des olympischen Zeus in Athen und wurde nach seinem Tod in dessen Nähe begraben.

## Etymologie und Bedeutung
Deukalion wird dieselbe Rolle zugesprochen wie dem biblischen Noah und dem sumerischen Uta-napišti aus dem Gilgamesch-Epos. Die Namensherkunft ist nicht absolut sicher: eine Version ist die Herleitung von der boiotischen Form für Zeus (Ζεύς): Dyēus (Δ(υ)εύς) und kâlon (κᾶλον, aus *καϝελον (brennbares (Holz), Schiff); von καίειν (brennen, anzünden)). Eine andere Version sieht in dem Namen eine griechische Entsprechung des indischen Kali-Yuga. Der Name seiner Frau Pyrrha entstammt dem Adjektiv pyrrhós, -á, -ón (πυρρός, ά, όν ‚flammend übertragen, flammenfarbig‘).

## Deukalionische Flut

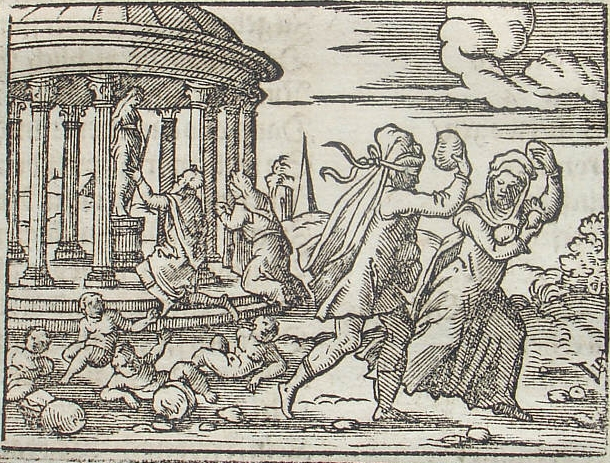
Deukalion und Pyrrha
(Buchillustration von Virgil Solis für Ovids Metamorphosen, 1562)

Wegen der Verdorbenheit der Menschen beschloss Zeus, das Eherne Zeitalter mit einer großen Flut zu beenden (die Deukalionische Flut). Vor allem die Söhne des Lykaon sollen ihn zu diesem Entschluss gebracht haben.
Prometheus hatte seinem Sohn befohlen, ein Schiff (ἡ κιβοτός, der Kasten) zu bauen. Als es zu regnen begann, bestiegen Deukalion und seine Frau Pyrrha den Kasten. Ganz Griechenland wurde überschwemmt, nach neun Tagen und neun Nächten, als die Flut abgelaufen war, landete das Paar auf dem Parnassos, nach anderer Überlieferung auf dem Othrys. Der gerechte Deukalion und seine Frau Pyrrha waren die einzigen Überlebenden. In der Bibliotheke des Apollodor wird berichtet, dass auch andere Menschen, die sich auf die Berge gerettet hatten, überlebten.
Deukalion befragte das Orakel der Themis, was zu tun sei, um die Erde wieder zu bevölkern (nach einer anderen Quelle gab ihm Zeus selbst den Auftrag). Ihm wurde geraten, die „Knochen seiner Mutter über seine Schulter zu werfen“. Zunächst über diesen Frevel entsetzt, verstanden sie die Mutter dann als Gaia (Mutter Erde) und die Knochen als Felsen; also warfen sie Steine über ihre Schultern. Es wurden Menschen daraus, eine neue Menschheit, „ein hartes Geschlecht, in Drangsal erfahren“. Pyrrhas Steine wurden zu Frauen und Deukalions zu Männern.
In Hierapolis Bambyke befand sich laut Lukian von Samosata unter dem Tempel der Dea Syria ein Schlund, der ein Überbleibsel der deukalionischen Flut sein sollte. Der Überlieferung nach hatte Deukalion selbst hier den ersten Tempel erbaut.
Nach der Parischen Chronik ereignete sich die Deukalionische Flut im Jahr 1529/8 v. Chr., als Kranaos König von Athen war.

## Nachkommen des Deukalion
Deukalion hatte mit Pyrrha mindestens fünf Kinder, Protogeneia, Hellen (den Stammvater der Hellenen), Graikos, Thyia und Orestheus sowie möglicherweise noch ein sechstes, Amphiktyon.
Der folgende Stammbaum nach Hesiods Theogonie um 700 v. Chr. stellt Deukalion ins Zentrum. Er und seine direkten Vorfahren sind fett geschrieben, auch die großen Linien mit den Stammvätern sind hervorgehoben.
- Die ersten Götter, die Protogonoi sind mit dem + Symbol markiert, das Chaos mit ++.
- Die nachfolgenden Generationen werden eingerückt und mit einem vorangestellten → Pfeil nach rechts ergänzt.
- Zusätzlich ist jede Ebene, z. B. die Enkel des Uranos, farblich hinterlegt und mit → ²→ markiert.
- Die Farbskala je Generation folgt dem Regenbogen.
- Geschwister und Vettern haben die gleiche Farbe hinterlegt.
- Das Symbol ⚭ verbindet Vater und Mutter als zwei Partner, der Schrägstrich / bedeutet „oder“, also einen zweiten Namen.

Einzelne Doppelungen sind beabsichtigt, z. B. tauchen Hesperiden über zwei Äste auf, beim Meeresgott Phorkys und bei Atlas.
- ++ das Chaos, eine vollständige Unordnung ist im Anfang
- + Gaia ist eine Protogonos, also eine göttliche Verkörperungen der Urprinzipien
- Uranos und die Titanen herrschen im Ursprung über die Welt
- → Iapetos plus alle Söhne oder Töchter des Uranos sind in dieser ersten Ebene zu finden
- → ²→ Prometheus und alle Enkel des Uranos sind in einer zweiten Ebene
- → ²→ → Deukalion, der Urenkel des Uranos, ist in der dritten Ebene
- → ²→ → ⁴→ Hellen ist ein Nachkomme des Uranos in der vierten Ebene
- → ²→ → ⁴→ → Aiolos, der große „Stammvater“ der Griechen, ist in der fünften Ebene
- → ²→ → ⁴→ → ⁶→ Kalyke, eine Tochter des Aiolos ist in der sechsten Ebene, gerechnet ab Uranos
- → ²→ → ⁴→ → ⁶→ → Endymion, Sohn der Kalyke in der Siebten
- → ²→ → ⁴→ → ⁶→ → ⁸→  Aitolos, Sohn des Endymion, in der 8. Ebene
- → ²→ → ⁴→ → ⁶→ → ⁸→ → Kalydon, Sohn des Aitolos, ist auf der neunten Ebene
- → ²→ → ⁴→ → ⁶→ → ⁸→ → ¹⁰→ Epikaste, Gattin des Agenor, die 10.
- → ²→ → ⁴→ → ⁶→ → ⁸→ → ¹⁰→ → Porthaon die 11.
- → ²→ → ⁴→ → ⁶→ → ⁸→ → ¹⁰→ → ¹²→ Oineus die zwölfte
- → ²→ → ⁴→ → ⁶→ → ⁸→ → ¹⁰→ → ¹²→ → Deïaneira, Gattin des Herakles, in der 13. Ebene
- → ²→ → ⁴→ → ⁶→ → ⁸→ → ¹⁰→ → ¹²→ → ¹⁴→ Hyllos, Vetter des Diomedes, kämpft gegen Troja, die 14. Generation nach Uranos
- → ²→ → ⁴→ → ⁶→ → ⁸→ → ¹⁰→ → ¹²→ → ¹⁴→ → Telemachos, Sohn des Odysseus, die 15.
- → ²→ → ⁴→ → ⁶→ → ⁸→ → ¹⁰→ → ¹²→ → ¹⁴→ → ¹⁶→ die 16. Ebene ist der Anfang der römischen Mythologie
- → ²→ → ⁴→ → ⁶→ → ⁸→ → ¹⁰→ → ¹²→ → ¹⁴→ → ¹⁶→ → die 17.

| Name                                  | Partner              | Hinweis                    |     |
| ------------------------------------- | -------------------- | -------------------------- | --- |
| ++ Chaos                              |                      | vollständige Unordnung     | 1   |
| + Nyx                                 |                      | personifizierte Nacht      | 4   |
| Hesperiden                            |                      | Nymphen                    | 5   |
| Ker                                   |                      | der gewaltsame Tod         | 6   |
| Moros                                 |                      | Gott des Verhängnisses     | 7   |
| Thanatos                              |                      | ein Totengott              | 8   |
| Hypnos                                |                      | Gott des Schlafes          | 9   |
| Oneiroi                               |                      | verkörpert Träume          | 10  |
| Momos                                 |                      | personifizierter Tadel     | 11  |
| Moiren                                |                      | drei Schicksalsgöttinnen   | 12  |
| → Klotho                              |                      | die Spinnerin              | 13  |
| → Lachesis                            |                      | die Zuteilerin             | 14  |
| → Atropos                             |                      | die Unabwendbare           | 15  |
| Nemesis                               |                      | Gerechtigkeit              | 16  |
| Apate                                 |                      | Täuschung und Betrug       | 17  |
| Philotes                              |                      | die Freundschaft           | 18  |
| Geras                                 |                      | das hohe Alter             | 19  |
| Eris                                  |                      | Zwietracht und Streit      | 20  |
| Oizys                                 |                      | Jammer und Elend           | 21  |
| + Erebos                              | ⚭ Nyx                | personifizierte Finsternis | 23  |
| Aither                                |                      | der obere Himmel           | 24  |
| Hemera                                |                      | personifizierter Tag       | 25  |
| + Eros                                |                      | begehrliche Liebe          | 26  |
| + Tartaros                            | ⚭ Gaia               | Welt unter dem Hades       | 27  |
| Typhon                                |                      | grässliches Ungeheuer      | 28  |
| + Gaia                                | diverse              | personifizierte Erde       | 29  |
| Ourea                                 |                      | personifiziertes Gebirge   | 30  |
| → Ätna                                |                      | Sizilien 3323 m            | 31  |
| → Athos                               |                      | Griechenland 2033 m        | 32  |
| → Helikon                             |                      | Boiotien 1748 m            | 33  |
| → Nysos                               |                      |                            | 40  |
| → Oreios                              |                      | Thessalien 1726 m          | 34  |
| → Parnes                              |                      | Attika 1413 m              | 35  |
| → Olymp                               |                      | Makedonien 2918 m          | 36  |
| → Tmolos                              |                      | Kleinasien                 | 37  |
| Pontos                                | ⚭ Gaia               | Seegottheit                | 39  |
| → Nereus                              | ⚭ Doris              | weiser Meeresgott          | 40  |
| → ²→ Nereiden                         |                      | 50 Töchter                 | 41  |
| → Thaumas                             | ⚭ Ozomene / Elektra  | Meeresgott                 | 42  |
| → ²→ Aello                            |                      | Harpyie, Windsbraut        | 44  |
| → ²→ Okypete                          |                      | Harpyie, schnellflügelig   | 45  |
| → ²→ Podarge                          |                      | Harpyie, schnellfüßig      | 46  |
| → ²→ Kelaino                          |                      | Harpyie, die Dunkle        | 47  |
| → ²→ Iris                             | ⚭ Zephyr             | Regenbogen                 | 48  |
| → ²→ Arke                             |                      | Zwilling der Iris          | 49  |
| → Keto                                | ⚭ Phorkys            | Meeresgöttin, Walfisch     | 50  |
| → Phorkys                             | ⚭ Keto               | Meeresgott                 | 51  |
| → ²→ Stheno                           |                      | Gorgone, mächtig           | 52  |
| → ²→ Euryale                          |                      | Gorgone, springt weit      | 53  |
| → ²→ Medusa                           |                      | Gorgone, sterblich         | 54  |
| → ²→ Pemphredo                        |                      | Graie, eine Graue          | 55  |
| → ²→ Enyo                             |                      | Graie, eine Graue          | 56  |
| → ²→ Deino                            |                      | Graie, eine Graue          | 57  |
| → ²→ Echidna                          | ⚭ Typhon             | unsagbares Scheusal        | 58  |
| → ²→ → Orthos                         |                      | Hund mit zwei Köpfen       | 59  |
| → ²→ → Kerberos                       |                      | am Eingang zur Unterwelt   | 60  |
| → ²→ → Hydra                          |                      | nachwachsende Köpfe        | 61  |
| → ²→ → Chimära                        |                      | Mischwesen, feuerspeiend   | 62  |
| → ²→ → Nemeischer Löwe                |                      | unverwundbar in Argolis    | 63  |
| → ²→ → Phaia                          |                      | Wildsau bei Korinth        | 64  |
| → ²→ → ⁴→ Kalydonischer Eber          |                      | mit Borsten wie Spieße     | 65  |
| → ²→ → ⁴→ Erymanthischer Eber         |                      | in Arkadien                | 66  |
| → ²→ → Aithon                         |                      | riesiger Adler             | 67  |
| → ²→ Ladon                            |                      | bewacht goldene Äpfel      | 68  |
| → ²→ Skylla                           |                      | Seeungeheuer               | 69  |
| → ²→ Hesperiden                       |                      | 3–7 Nymphen                | 70  |
| → ²→ Thoosa                           | ⚭ Poseidon           | Meeresnymphe               | 71  |
| → ²→ → Polyphem                       |                      | Kyklop                     | 72  |
| → Eurybia                             | ⚭ Kreios             | mit Herz aus Stahl         | 73  |
| Uranos                                | ⚭ Gaia               | zuerst geborener           | 105 |
| → Briareos                            |                      | Hundertarmiger             | 106 |
| → Gyges                               |                      | Hundertarmiger             | 107 |
| → Kottos                              |                      | Hundertarmiger             | 108 |
| → Brontes                             |                      | Kyklop                     | 109 |
| → Steropes                            |                      | Kyklop                     | 110 |
| → Arges                               |                      | Kyklop                     | 111 |
| → Giganten                            |                      | bekämpfen Olympier         | 112 |
| → Alekto                              |                      | Erinnye, unaufhörlich      | 113 |
| → Megaira                             |                      | Erinnye, neidiger Zorn     | 114 |
| → Tisiphone                           |                      | Erinnye, Vergeltung        | 115 |
| → Meliaden                            |                      | Eschennymphen              | 116 |
| → Okeanos                             | ⚭ Tethys             | Titan, Herr des Ozeans     | 117 |
| → Tethys                              | ⚭ Okeanos            | Titan, Meeresgöttin        | 118 |
| → ²→ Okeaniden                        |                      | Meer und Süßwasser         | 119 |
| → Kronos                              | ⚭ Rhea               | Titan, Anführer            | 181 |
| → Rhea                                | ⚭ Kronos             | Titanin, Fluss der Zeit    | 182 |
| → ²→ Hestia                           |                      | Olympierin des Herds       | 183 |
| → ²→ Hades                            |                      | Olympier der Unterwelt     | 184 |
| → ²→ Poseidon                         |                      | Olympier des Meeres        | 185 |
| → ²→ Demeter                          |                      | Olympierin, Getreide       | 186 |
| → ²→ Zeus                             | ⚭ Metis              | oberster Olympier          | 187 |
| → ²→ → Athene                         |                      | Olympierin der Weisheit    | 188 |
| → ²→ Hera                             | ⚭ Zeus               | Olympierin und Gattin      | 189 |
| → ²→ → Aphrodite                      |                      | Olympierin der Liebe       | 190 |
| → ²→ → Ares                           |                      | Olympier des Krieges       | 191 |
| → ²→ → Hephaistos                     | ⚭ Aphrodite          | Olympier des Feuers        | 192 |
| → Koios                               | ⚭ Phoibe             | Titan im Tartaros          | 200 |
| → Phoibe                              | ⚭ Koios              | Titanin, die Leuchtende    | 201 |
| → ²→ Leto                             | ⚭ Zeus               |                            | 202 |
| → ²→ → Artemis                        |                      | Olympierin der Jagd        | 203 |
| → ²→ → Apollon                        |                      | Olympier des Lichts        | 204 |
| → ²→ Hekate                           |                      |                            | 205 |
| → Hyperion                            | ⚭ Theia              | Titan des Lichts           | 235 |
| → Theia                               | ⚭ Hyperion           | Titanin                    | 236 |
| → ²→ Helios                           |                      | der Sonnengott             | 237 |
| → ²→ Selene                           |                      | die Mondgöttin             | 238 |
| → ²→ Eos                              |                      | die Morgenröte             | 239 |
| → Kreios                              | ⚭ Eurybia            | Titan                      | 240 |
| → ²→ Astraios                         | ⚭ Eos                | Titan der Abendröte        | 241 |
| → ²→ Pallas                           |                      | Titan                      | 242 |
| → ²→ Perses                           | ⚭ Asteria            | Titan der Zerstörung       | 243 |
| → Themis                              | ⚭ Zeus               | Titanin der Gerechtigkeit  | 250 |
| → ²→ Thallo                           |                      | Hore (1), Frühling         | 251 |
| → ²→ Auxo                             |                      | Hore (1), Wachstum         | 252 |
| → ²→ Karpo                            |                      | Hore (1), Sommer           | 253 |
| → ²→ Dike                             |                      | Hore (2), Gerechtigkeit    | 254 |
| → ²→ Eunomia                          |                      | Hore (2), Gesetzgebung     | 255 |
| → ²→ Irene                            |                      | Hore (2), Frieden          | 256 |
| → ²→ Auge                             |                      | 12 h, erstes Licht         | 257 |
| → ²→ Anatole                          |                      | 12 h, Sonnenaufgang        | 258 |
| → ²→ Mousika                          |                      | 12 h, Studium              | 249 |
| → ²→ Gymnastika                       |                      | 12 h, Turnen               | 260 |
| → ²→ Nymphe                           |                      | 12 h, Reinigung            | 261 |
| → ²→ Mesembria                        |                      | 12 h, Mittag               | 262 |
| → ²→ Sponde                           |                      | 12 h, Trankopfer           | 263 |
| → ²→ Elete                            |                      | 12 h, Gebet                | 264 |
| → ²→ Akte                             |                      | 12 h, Essen, Vergnügen     | 265 |
| → ²→ Hesperis                         |                      | 12 h, Abend                | 266 |
| → ²→ Dysis                            |                      | 12 h, Sonnenuntergang      | 267 |
| → ²→ Arktos                           |                      | 12 h, letztes Licht        | 268 |
| → Mnemosyne                           | ⚭ Zeus               | Titanin, die Erinnerung    | 280 |
| → ²→ Klio                             |                      | Muse Geschichte            | 281 |
| → ²→ Euterpe                          |                      | Muse Lyrik und Flöte       | 282 |
| → ²→ Melpomene                        |                      | Muse Tragödie              | 283 |
| → ²→ Erato                            |                      | Muse Liebesdichtung        | 284 |
| → ²→ Terpsichore                      |                      | Muse Chorlyrik und Tanz    | 285 |
| → ²→ Urania                           |                      | Muse Astronomie            | 286 |
| → ²→ Thalia                           |                      | Muse Komödie               | 287 |
| → ²→ Polyhymnia                       |                      | Muse Gesang                | 288 |
| → ²→ Kalliope                         |                      | Muse epische Dichtung      | 289 |
| → Iapetos                             | ⚭ Klymene / Asia     | Titan im Tartaros          | 290 |
| → ²→ Menoitios                        |                      | der Überhebliche           | 291 |
| → ²→ Atlas                            | ⚭ Pleione / Hesperia | stützt Himmelsgewölbe      | 292 |
| → ²→ → Asterope                       | ⚭ Ares               | Plejade                    | 293 |
| → ²→ → ⁴→ Oinomaos                    | ⚭ Sterope            | König von Pisa             | 294 |
| → ²→ → ⁴→ → Hippodameia               | ⚭ Pelops             |                            | 295 |
| → ²→ → ⁴→ → ⁶→ Atreus                 | ⚭ Aërope             | König von Mykene           | 296 |
| → ²→ → ⁴→ → ⁶→ → Agamemnon            | ⚭ Klytaimnestra      | Herrscher von Mykene       | 297 |
| → ²→ → ⁴→ → ⁶→ → Menelaos             |                      | König von Sparta           | 298 |
| → ²→ → ⁴→ → ⁶→ Thyestes               |                      | König von Mykene           | 299 |
| → ²→ → ⁴→ → ⁶→ → Pelopeia             | ⚭ Thyestes           | Vater und Tochter          | 300 |
| → ²→ → ⁴→ → ⁶→ → ⁸→ Aigisthos         |                      |                            | 301 |
| → ²→ → Alkyone                        | ⚭ Poseidon           | Plejade Anführerin         | 305 |
| → ²→ → ⁴→ Hyrieus                     |                      |                            | 306 |
| → ²→ → ⁴→ Aithusa                     |                      |                            | 310 |
| → ²→ → Elektra                        | ⚭ Zeus               | Plejade                    | 311 |
| → ²→ → ⁴→ Dardanos                    |                      | Stammvater von Troja       | 312 |
| → ²→ → ⁴→ Iasion                      |                      | Geliebter der Demeter      | 313 |
| → ²→ → ⁴→ Harmonia                    | ⚭ Kadmos             | Göttin der Eintracht       | 314 |
| → ²→ → ⁴→ → Polydoros                 | ⚭ Nykteis            | König von Theben           | 315 |
| → ²→ → ⁴→ → ⁶→ Labdakos               |                      |                            | 316 |
| → ²→ → ⁴→ → Ino                       | ⚭ Athamas            | Amme des Dionysos          | 317 |
| → ²→ → ⁴→ → ⁶→ Learchos               |                      |                            | 318 |
| → ²→ → ⁴→ → ⁶→ Melikertes             |                      |                            | 319 |
| → ²→ → ⁴→ → Autonoë                   | ⚭ Aristaios          |                            | 320 |
| → ²→ → ⁴→ → ⁶→ Aktaion                |                      | Jäger mit 35 Hunden        | 321 |
| → ²→ → ⁴→ → ⁶→ Makris                 |                      | Amme des Dionysos          | 322 |
| → ²→ → ⁴→ → Semele                    | ⚭ Zeus               |                            | 323 |
| → ²→ → ⁴→ → ⁶→ Dionysos               |                      | Weingottes                 | 324 |
| → ²→ → ⁴→ → Illyrios                  |                      | Liste der Illyrer          | 325 |
| → ²→ → ⁴→ → ⁶→ Encheleus              |                      | Encheleer                  | 326 |
| → ²→ → ⁴→ → ⁶→ Autarieus              |                      | Autariaten                 | 327 |
| → ²→ → ⁴→ → ⁶→ → Pannonius            |                      | Pannonier                  | 328 |
| → ²→ → ⁴→ → ⁶→ → ⁸→ Scordiscus        |                      | Skordisker                 | 329 |
| → ²→ → ⁴→ → ⁶→ → ⁸→ Triballus         |                      | Triballer                  | 330 |
| → ²→ → ⁴→ → ⁶→ Dardanus               |                      | Dardaner                   | 331 |
| → ²→ → ⁴→ → ⁶→ Maedus                 |                      |                            | 332 |
| → ²→ → ⁴→ → ⁶→ Taulas                 |                      | Taulantier                 | 333 |
| → ²→ → ⁴→ → ⁶→ Perrhaebus             |                      |                            | 334 |
| → ²→ → ⁴→ → ⁶→ Partho                 |                      | Parthiner                  | 335 |
| → ²→ → ⁴→ → ⁶→ Daortho                |                      | Daorsier                   | 336 |
| → ²→ → ⁴→ → ⁶→ Dassaro                |                      | Dassareten                 | 337 |
| → ²→ → ⁴→ → Agaue                     | ⚭ Echion             |                            | 338 |
| → ²→ → ⁴→ → ⁶→ Pentheus               |                      | herrscht über Theben       | 339 |
| → ²→ → Kelaino                        | ⚭ Poseidon           | Plejade                    | 340 |
| → ²→ → ⁴→ Lykos                       |                      |                            | 341 |
| → ²→ → Maia                           | ⚭ Zeus               | Plejade                    | 342 |
| → ²→ → ⁴→ Hermes                      |                      | olympischer Götterbote     | 343 |
| → ²→ → Merope                         | ⚭ Sisyphos           |                            | 344 |
| → ²→ → ⁴→ Glaukos                     | ⚭ Eurynome           |                            | 345 |
| → ²→ → ⁴→ → Bellerophon               |                      | tötet die Chimära          | 346 |
| → ²→ → Taygete                        | ⚭ Zeus               | Plejade                    | 353 |
| → ²→ → ⁴→ Lakedaimon                  | ⚭ Sparte             | Stammvater von Sparta      | 354 |
| → ²→ → ⁴→ → Amyklas                   | ⚭ Diomede            | König von Sparta           | 355 |
| → ²→ → ⁴→ → ⁶→ Argalos                |                      | König von Sparta           | 356 |
| → ²→ → ⁴→ → ⁶→ → Dereites             |                      |                            | 357 |
| → ²→ → ⁴→ → ⁶→ → Oibalos              | ⚭ Gorgophone         |                            | 358 |
| → ²→ → ⁴→ → ⁶→ → ⁸→ Arene             |                      |                            | 359 |
| → ²→ → ⁴→ → ⁶→ → ⁸→ Tyndareos         |                      | König von Sparta           | 360 |
| → ²→ → ⁴→ → ⁶→ → ⁸→ Ikarios           |                      | begründet den Weinbau      | 361 |
| → ²→ → ⁴→ → ⁶→ Kynortas               |                      | König von Sparta           | 362 |
| → ²→ → ⁴→ → ⁶→ → Perieres             |                      | König von Sparta           | 363 |
| → ²→ → ⁴→ → ⁶→ Hyakinthos             |                      | Geliebter des Apollon      | 364 |
| → ²→ → ⁴→ → ⁶→ Laodameia              | ⚭ Arkas              |                            | 365 |
| → ²→ → ⁴→ → ⁶→ Hegesandra             |                      |                            | 366 |
| → ²→ → ⁴→ → ⁶→ Polyboia               |                      |                            | 367 |
| → ²→ → ⁴→ → Eurydike                  | ⚭ Akrisios           |                            | 368 |
| → ²→ → ⁴→ → ⁶→ Danaë                  | ⚭ Zeus               |                            | 369 |
| → ²→ → ⁴→ → ⁶→ → Perseus              | ⚭ Andromeda          |                            | 370 |
| → ²→ → ⁴→ → ⁶→ → ⁸→ Perses            |                      | in Äthiopien               | 371 |
| → ²→ → ⁴→ → ⁶→ → ⁸→ Alkaios           | ⚭ Astydameia         | König von Tiryns           | 372 |
| → ²→ → ⁴→ → ⁶→ → ⁸→ → Amphitryon      |                      |                            | 373 |
| → ²→ → ⁴→ → ⁶→ → ⁸→ → Perimede        | ⚭ Likymnios          |                            | 374 |
| → ²→ → ⁴→ → ⁶→ → ⁸→ → Anaxo           | ⚭ Elektryon          |                            | 375 |
| → ²→ → ⁴→ → ⁶→ → ⁸→ Sthenelos         |                      | König von Tiryns           | 376 |
| → ²→ → ⁴→ → ⁶→ → ⁸→ Heleios           |                      |                            | 377 |
| → ²→ → ⁴→ → ⁶→ → ⁸→ Mestor            | ⚭ Lysidike           |                            | 378 |
| → ²→ → ⁴→ → ⁶→ → ⁸→ Kynouros          |                      |                            | 379 |
| → ²→ → ⁴→ → ⁶→ → ⁸→ Elektryon         | ⚭ Anaxo              | König von Mykene           | 380 |
| → ²→ → ⁴→ → ⁶→ → ⁸→ Gorgophone        | ⚭ Perieres           |                            | 381 |
| → ²→ → Hyaden                         |                      | Nymphen                    | 400 |
| → ²→ → Hesperiden                     |                      | 3–7 hellsingende Töchter   | 401 |
| → ²→ Epimetheus                       | ⚭ Pandora            | der danach Denkende        | 402 |
| → ²→ → Pyrrha                         |                      | Gattin des Deukalion       | 403 |
| → ²→ Prometheus                       | ⚭ Klymene            | Freund der Menschen        | 404 |
| → ²→ → Deukalion                      | ⚭ Pyrrha             | König von Thessalien       | 405 |
| → ²→ → ⁴→ Melantho                    |                      |                            | 406 |
| → ²→ → ⁴→ → Delphos                   |                      | Namensgeber für Delphi     | 407 |
| → ²→ → ⁴→ Pandora                     | ⚭ Zeus               | mit unheilvoller Büchse    | 408 |
| → ²→ → ⁴→ → Graikos                   |                      |                            | 409 |
| → ²→ → ⁴→ Protogeneia                 | ⚭ Lokros             | die Erstgeborene           | 410 |
| → ²→ → ⁴→ → Opus                      |                      |                            | 411 |
| → ²→ → ⁴→ → Aethlios                  | ⚭ Kalyke             | König von Elis             | 412 |
| → ²→ → ⁴→ → ⁶→ Endymion               | ⚭ Selene             | ewig junger Liebhaber      | 413 |
| → ²→ → ⁴→ → ⁶→ → Aitolos              |                      | König von Elis             | 414 |
| → ²→ → ⁴→ → ⁶→ → Paion                |                      |                            | 415 |
| → ²→ → ⁴→ → ⁶→ → Epeios               | ⚭ Anaxiroe           | König von Elis             | 416 |
| → ²→ → ⁴→ → ⁶→ → Eurykyda             | ⚭ Poseidon           |                            | 417 |
| → ²→ → ⁴→ → ⁶→ → ⁸→ Eleios            |                      | König von Elis             | 418 |
| → ²→ → ⁴→ Amphiktyon                  |                      | König in Attika            | 424 |
| → ²→ → ⁴→ Hellen                      | ⚭ Orseis             | Eponym der Hellenen        | 425 |
| → ²→ → ⁴→ → Aiolos                    | ⚭ Enarete            | Stammvater der Aioler      | 426 |
| → ²→ → ⁴→ → ⁶→ Sisyphos               | ⚭ Tyro               | König zu Korinth           | 427 |
| → ²→ → ⁴→ → ⁶→ Kretheus               |                      | König von Iolkos           | 427 |
| → ²→ → ⁴→ → ⁶→ Athamas                | ⚭ Nephele / Ino      | König von Böotien          | 429 |
| → ²→ → ⁴→ → ⁶→ Salmoneus              | ⚭ Alkidike / Sidero  |                            | 430 |
| → ²→ → ⁴→ → ⁶→ Deion                  | ⚭ Diomede            | König von Phokis           | 440 |
| → ²→ → ⁴→ → ⁶→ → Ainetos              |                      |                            | 472 |
| → ²→ → ⁴→ → ⁶→ → Aktor                | ⚭ Aigina             |                            | 473 |
| → ²→ → ⁴→ → ⁶→ → ⁸→ Menoitios         | ⚭ Sthenele           | Argonaut                   | 474 |
| → ²→ → ⁴→ → ⁶→ → ⁸→ → Patroklos       |                      | kämpft gegen Troja         | 475 |
| → ²→ → ⁴→ → ⁶→ → Phylakos             | ⚭ Klymene            |                            | 476 |
| → ²→ → ⁴→ → ⁶→ → ⁸→ Iphiklos          |                      |                            | 477 |
| → ²→ → ⁴→ → ⁶→ → ⁸→ Alkimede          | ⚭ Aison              |                            | 478 |
| → ²→ → ⁴→ → ⁶→ → ⁸→ → Iason           |                      | Anführer der Argonauten    | 479 |
| → ²→ → ⁴→ → ⁶→ → Kephalos             | ⚭ Prokris / Eos      |                            | 485 |
| → ²→ → ⁴→ → ⁶→ Magnes                 |                      | Halbinsel Magnesia         | 486 |
| → ²→ → ⁴→ → ⁶→ Perieres               | ⚭ Gorgophone         | König von Messenien        | 487 |
| → ²→ → ⁴→ → ⁶→ → Aphareus             | ⚭ Arene              |                            | 489 |
| → ²→ → ⁴→ → ⁶→ → ⁸→ Lynkeus           |                      | Argonaut                   | 490 |
| → ²→ → ⁴→ → ⁶→ → ⁸→ Idas              | ⚭ Marpessa           | Argonaut                   | 491 |
| → ²→ → ⁴→ → ⁶→ → Leukippos            | ⚭ Philodike          | König von Messenien        | 492 |
| → ²→ → ⁴→ → ⁶→ → Tyndareos            |                      |                            | 500 |
| → ²→ → ⁴→ → ⁶→ → Ikarios              |                      |                            | 501 |
| → ²→ → ⁴→ → ⁶→ Makareus               |                      |                            | 502 |
| → ²→ → ⁴→ → ⁶→ Kanake                 | ⚭ Poseidon           |                            | 503 |
| → ²→ → ⁴→ → ⁶→ → Aloeus               | ⚭ Iphimedeia         |                            | 504 |
| → ²→ → ⁴→ → ⁶→ → Epopeus              |                      | König von Sikyon           | 505 |
| → ²→ → ⁴→ → ⁶→ → Hopleus              |                      |                            | 506 |
| → ²→ → ⁴→ → ⁶→ → Nireus               |                      |                            | 507 |
| → ²→ → ⁴→ → ⁶→ → Triopas              |                      |                            | 508 |
| → ²→ → ⁴→ → ⁶→ Alkyone                | ⚭ Keyx               |                            | 520 |
| → ²→ → ⁴→ → ⁶→ Peisidike              | ⚭ Myrmidon           |                            | 521 |
| → ²→ → ⁴→ → ⁶→ → Antiphos             |                      |                            | 522 |
| → ²→ → ⁴→ → ⁶→ → Aktor                |                      | König von Phthia           | 523 |
| → ²→ → ⁴→ → ⁶→ Kalyke                 | ⚭ Aethlios           |                            | 524 |
| → ²→ → ⁴→ → ⁶→ → siehe                | Stammbaum            | des Gatten                 | 525 |
| → ²→ → ⁴→ → ⁶→ Perimede               |                      |                            | 526 |
| → ²→ → ⁴→ → Xuthos                    | ⚭ Krëusa             | gründet die Tetrapolis     | 570 |
| → ²→ → ⁴→ → ⁶→ Diomede                | ⚭ Deion              |                            | 571 |
| → ²→ → ⁴→ → ⁶→ → ⁸→ siehe             | Stammbaum            | des Gatten                 | 572 |
| → ²→ → ⁴→ → ⁶→ → ⁸→ Phaëthon          |                      |                            | 586 |
| → ²→ → ⁴→ → ⁶→ Achaios                |                      | Stammvater der Achaier     | 590 |
| → ²→ → ⁴→ → ⁶→ → Archandros           |                      |                            | 591 |
| → ²→ → ⁴→ → ⁶→ → Archiletes           |                      |                            | 592 |
| → ²→ → ⁴→ → ⁶→ Ion                    |                      | Stammvater der Ionier      | 595 |
| → ²→ → ⁴→ → Doros                     |                      | Stammvater der Dorer       | 604 |
| → ²→ → ⁴→ → ⁶→ Xanthippe              | ⚭ Pleuron            |                            | 605 |
| → ²→ → ⁴→ → ⁶→ → Agenor               | ⚭ Epikaste           |                            | 606 |
| → ²→ → ⁴→ → ⁶→ → ⁸→ Porthaon          | ⚭ Euryte             | König in Pleuron           | 607 |
| → ²→ → ⁴→ → ⁶→ → ⁸→ → Oineus          |                      | König in Pleuron           | 608 |
| → ²→ → ⁴→ → ⁶→ → ⁸→ → Agrios          |                      | König in Pleuron           | 609 |
| → ²→ → ⁴→ → ⁶→ → ⁸→ → Alkathoos       |                      |                            | 610 |
| → ²→ → ⁴→ → ⁶→ → ⁸→ → Melas           |                      |                            | 620 |
| → ²→ → ⁴→ → ⁶→ → ⁸→ → Leukopeus       |                      |                            | 621 |
| → ²→ → ⁴→ → ⁶→ → ⁸→ → Sterope         | ⚭ Acheloos           |                            | 622 |
| → ²→ → ⁴→ → ⁶→ → ⁸→ → ¹⁰→ Sirenen     |                      |                            | 623 |
| → ²→ → ⁴→ → ⁶→ → ⁸→ Demonike          | ⚭ Ares               |                            | 624 |
| → ²→ → ⁴→ → ⁶→ → ⁸→ → Euenos          |                      | Flussgott                  | 635 |
| → ²→ → ⁴→ → ⁶→ → ⁸→ → ¹⁰→ Marpessa    | ⚭ Idas               | wurde entführt             | 636 |
| → ²→ → ⁴→ → ⁶→ → ⁸→ → ¹⁰→ → Kleopatra |                      | eine Alkyone               | 637 |
| → ²→ → ⁴→ → ⁶→ → ⁸→ → Thestios        | ⚭ Eurythemis         | König von Pleuron          | 638 |
| → ²→ → ⁴→ → ⁶→ → ⁸→ → ¹⁰→ Althaia     | ⚭ Oineus             |                            | 639 |
| → ²→ → ⁴→ → ⁶→ → ⁸→ → ¹⁰→ Hypermestra | ⚭ Oikles             |                            | 660 |
| → ²→ → ⁴→ → ⁶→ → ⁸→ → ¹⁰→ Leda        | ⚭ Tyndareos          | in Sparta                  | 661 |
| → ²→ → ⁴→ → ⁶→ → ⁸→ → ¹⁰→ Plexippos   |                      | jagt kalydonischen Eber    | 662 |
| → ²→ → ⁴→ → ⁶→ → ⁸→ → ¹⁰→ Eurypylos   |                      |                            | 663 |
| → ²→ → ⁴→ → ⁶→ → ⁸→ → Pylos           |                      |                            | 664 |
| → ²→ → ⁴→ → ⁶→ → ⁸→ → Molos           |                      |                            | 665 |
| → ²→ → ⁴→ → ⁶→ → Sterope              |                      |                            | 666 |
| → ²→ → ⁴→ → ⁶→ Tektamos               |                      | siedelt nach Kreta um      | 667 |
| → ²→ → ⁴→ → ⁶→ → Asterios             |                      |                            | 668 |

## Verbindung zu anderen Überlieferungen
Die Sagengestalt Deukalion könnte im Zusammenhang mit der Vulkanexplosion auf Santorin auf einen frühen König der Athener um ca. 1500/1600 v. Chr. zurückgehen oder auf den sagenhaften minoischen König von Kreta. Auf Kreta finden sich für diese Zeit Überflutungsspuren; die Santorin-Explosion soll zu heftigen Tsunamis geführt haben.
Der Deukalion-Mythos ähnelt der biblischen Noah-Sage mit ihrem Archebau recht stark (vgl. Sintflut). Ebenso finden sich Parallelen im Gilgamesch-Epos.
Es wird vermutet, dass die Griechen Deukalion im Sternbild des Wassermann wiedererkannten.